# 遊助BEST 2009-2019 〜あの・・あっとゆー間だったんですケド。〜
『遊助BEST 2009-2019 〜あの・・あっとゆー間だったんですケド。〜』（ゆうすけベスト 2009-2019 あの あっとゆーまだったんですけど）は、2019年2月27日にソニー・ミュージックレコーズから発売された、遊助のベスト・アルバム。

## 解説
ベスト・アルバムとしては2016年に発売された『遊情BEST』があるが、他のアーティストとコラボレーションした楽曲から選曲されており、全ての楽曲からという意味では本作が初のベスト・アルバムとなる。
アルバムには新曲2曲（通常盤と初回生産限定盤Bのみそれぞれ収録）と2009年に発売されたシングル「ひまわり」から2019年に発売された最新シングル「砂時計」までの楽曲が収録されている。新曲は、2019年がデビュー10周年となるため、歌詞などそれにちなんだ楽曲となっている。
3形態あり、初回生産限定盤Aにはそれまでシングルやアルバムに特典DVDで収録されたものとディスク化されていない最新シングル「砂時計」のミュージックビデオがBlu-ray DISCに収録されている。初回生産限定盤Bには、DISC 3に『History盤』と題し、既発6曲と新曲1曲の「History」シリーズが収録されている。通常盤はDISC 2枚のみであるが、限定盤A・Bには収録されていない新曲が収録されている。

### 新曲
- もう10年 遊turing 10年前の俺
  - 通常盤に収録されている｢もぉ10年 遊turing 10年前の俺｣は、2009年に発売された1枚目のアルバム『あの・・こんなんできましたケド。』に収録された「10年 遊turing 童子-T」を新たに歌詞や編曲したものとなっている。基本的には新たに歌い直しているが、サビの1行目と3行目は10年前の声をそのまま使用していたり、10年前の声と現在の声を重ねている部分がある[2]。遊助は『あの・・こんなんできましたケド。』の頃からこういうことをしたいと考えていたが、「まさか本当に10年前の自分の声と音を重ねる日が来るとは思わなかったけど（笑）、改めて10年経ったし、10年前の自分と会話してみようと」とインタビューで話している[2]。歌詞には10年前の「ひまわり」（その部分は「ひまわり」のメロディーを引用してる）を初披露した頃やライブのことなど、10年前のことが綴られている[2]。
- History VII
  - 初回生産限定盤Bに収録されている「History VII」は、3枚目のアルバム『あの・・涙があるから愛があるんですケド。』からアルバムに収録されている「History」シリーズの第7弾となっている。「History」は、役者を志した18歳の頃から歌手デビューなど上地雄輔の物語を歌詞に綴っており、VIIは10周年を迎えた気持ちを歌ったものとなっている[2]。歌詞の最後には「第2章の始まり」というフレーズがあり、楽曲について遊助は「自分の気持ちをちゃんとここで宣言して、次に向けていざ出陣と思って」と話している[2]。

## 販売形態
- 初回生産限定盤A
  - CD2組+Blu-ray
  - トレカ4種のうち1種ランダム封入
  - オリジナルデザインバンダナ付き
- 初回生産限定盤B
  - CD3組
  - トレカ4種のうち1種ランダム封入
- 通常盤
  - CD2組
  - 初回仕様盤のみトレカ4種のうち1種ランダム封入

## 収録内容

### 初回生産限定盤A
DISC 1
1. ひまわり
作詞：遊助、作曲：N.O.B.B
  - 2009年に発売されたデビュー曲。
2. たんぽぽ
作詞：遊助、作曲：遊助・イイジマケン・ピエール
  - 2ndシングル。
3. 海賊船
作詞：遊助、作曲：遊助・HASE-T
  - 2ndシングル。
4. 其の拳
作詞：遊助、作曲：N.O.B.B
  - 2ndシングル。
5. いちょう
  - 作詞：遊助、作曲：遊助・Daisuke"D.I"Imai
  - 3rdシングル。
6. ライオン
  - 作詞･作曲：遊助
  - 4thシングル。
7. ミツバチ
作詞：遊助、作曲：遊助・N.O.B.B
  - 5thシングル。
8. ひと
作詞：遊助、作曲：遊助・菅谷豊
  - 6thシングル。
9. 全部好き。
作詞：遊助、作曲：木村有希
  - 7thシングル。
10. 雄叫び
作詞：遊助、作曲：木村有希
  - 8thシングル。
11. 一笑懸命
作詞：遊助、作曲：河田総一郎（soulife）・遊助
  - 9thシングル。
12. イナヅマ侍
作詞：遊助、作曲：N.O.B.B
  - 9thシングル。
13. Baby Baby
作詞：遊助、作曲：N.O.B.B
  - 10thシングル。
14. ヨッシャ来い!
作詞：遊助、作曲：鵜島仁文
  - 1stミニアルバムに収録。
15. VIVA! Nossa Nossa
作詞：遊助・Soulife、作曲：ARCOVERDE SHARON ACIOLY・CERQUEIRA ANTONIO CARLOS PAIM・TEIXEIRA AMANDA GRASIELE MESQUITA・AMANDA CRUZ・DA FONSECA ALINE MED
  - 11thシングル。ミシェル・テロの楽曲「Ai Se Eu Te Pego」の日本語カバー曲。
16. 檸檬
作詞：遊助、作曲：大隅知宇
  - 12thシングル。
17. とうもろこし
作詞：遊助、作曲：重永亮介
  - 13thシングル。
18. Earth Child
作詞：遊助、作曲：Soulife
  - 13thシングル。

DISC 2
1. V(ボルト)
作詞：遊助、作曲：たなかひろかず
  - 14thシングル。
2. 時給850円のサンタクロース
作詞：遊助、作曲：N.O.B.B
  - 14thシングル。
3. いるよ
作詞：遊助、作曲：森元康介
  - 15thシングル。
4. Sunshine
作詞：遊助、作曲：Soulife
  - 16thシングル。
5. メガV(メガボルト)
作詞：遊助、作曲：たなかひろかず
  - 16thシングル。
6. きみ
作詞：遊助、作曲：石見直明
  - 17thシングル。
7. ひとつ
作詞：遊助、作曲：SoichiroK・佐々木望
  - 17thシングル。
8. Take me out to the ball game〜あの・・一緒に観に行きたいっス。お願いします!〜
作詞：遊助・Jack Norworth、作曲：遊助・橋本幸太・Albert Von Tilzer
  - 18thシングル。
9. サヨナラマタナ
作詞：遊助、作曲：CHI-MEY
  - 19thシングル。
10. お前しかいねぇ 遊turing RED RICE(from湘南乃風)
作詞：遊助・RED RICE、作曲：Kobasolo・遊助・RED RICE
  - 20thシングル。
11. 凛
作詞：遊助、作曲： 木村有季
  - 21stシングル。
12. 流れ
作詞：遊助、 作曲：Kafu Satoh
  - 22ndシングル。
13. 雑草より
作詞： 遊助、作曲：木村有希
  - 23rdシングル。
14. みんな頑張ってる
作詞：遊助、作曲：佐藤嘉風・野崎有真
  - 24thシングル。
15. 俺と付き合ってください。
作詞：遊助、作曲：Yuuki Kimura・遊助
  - 25thシングル。
16. 砂時計
作詞：遊助、作曲：HINATAspring・遊助
  - 26thシングル。

DISC 3 (Blu-ray)
1. ひまわり Music Video
2. たんぽぽ Music Video
3. 海賊船 Music Video
4. いちょう Music Video
5. 羽 Music Video
6. ライオン Music Video
7. ミツバチ Music Video
8. 俺なりのラブソング Music Video
9. 全部好き。 Music Video
10. 雄叫び Music Video
11. イナヅマ侍 Music Video
12. I will go my way!! Music Video
13. Baby Baby Music Video
14. VIVA! Nossa Nossa Music Video
15. 檸檬 Music Video
16. 処方箋 Music Video
17. わがまま 遊turing TEE Music Video
18. 遊援歌 Music Video
19. とうもろこし Music Video
20. Earth Child Music Video
21. V(ボルト) Music Video
22. 時給850円のサンタクロース Music Video
23. いるよ Music Video
24. Yellow Bus Music Video
25. Sunshine Music Video
26. きみ Music Video
27. ひとつ Music Video
28. Take me out to the ball game〜あの・・一緒に観に行きたいっス。お願いします!〜 Music Video
29. 世界をつなぐ123体操 Music Video
30. サヨナラマタナ Music Video
31. お前しかいねぇ 遊turing RED RICE(from 湘南乃風) Music Video
32. 君ドリーム 遊turing GReeeeN Music Video
33. 鼻毛祭りのDooon踊り Music Video
34. 青の糸 Music Video
35. 凛 Music Video
36. 流れ Music Video
37. Hop Step Japan Music Video
38. That Love Music Video
39. 雑草より Music Video
40. みんな頑張ってる Music Video
41. ばーちゃんの背中と僕の足 Music Video
42. ハレワタリ 遊turing MOOMIN Music Video
43. 俺と付き合ってください。 Music Video
44. 砂時計 Music Video

### 初回生産限定盤B
DISC 1
- 初回生産限定盤AのDISC 1と同じ

DISC 2
- 初回生産限定盤AのDISC 2と同じ

DISC 3
1. History
作詞：遊助、作曲：N.O.B.B
3rdアルバム収録。
2. History Ⅱ
作詞・作曲：遊助
4thアルバム収録。
3. History Ⅲ
作詞：遊助、作曲：遊助・N.O.B.B
5thアルバム収録。
4. History Ⅳ
作詞：遊助、作曲：HINATAspring
6thアルバム収録。
5. History Ⅴ
作詞：遊助、作曲：KEN for 2SOUL MUSIC, Inc.・Philip Woo・kyte。
7thアルバム収録。
6. History Ⅵ
作詞：遊助、作曲：遊助・N.O.B.B
8thアルバム収録。
7. History Ⅶ
作詞：遊助、作曲：ミルアージュ・遊助
新曲。

### 通常盤
DISC 1
- 初回生産限定盤AのDISC 1と同じ

DISC 2
1. V(ボルト)
2. 時給850円のサンタクロース
3. いるよ
4. Sunshine
5. メガV(メガボルト
6. きみ
7. ひとつ
8. Take me out to the ball game〜あの・・一緒に観に行きたいっス。お願いします!〜
9. サヨナラマタナ
10. お前しかいねぇ 遊turing RED RICE(from湘南乃風)
11. 凛
12. 流れ
13. 雑草より
14. みんな頑張ってる
15. 俺と付き合ってください。
16. 砂時計
17. もぉ10年 遊turing 10年前の俺
作詞：遊助・童子-T、作曲：3rd Productions/遊助
新曲。